# 長春天主教堂
座標: 北緯43度53分27秒 東経125度20分49秒 / 北緯43.890895度 東経125.346966度
長春天主教堂（ちょうしゅんてんしゅきょうどう）は中国吉林省長春市にあるカトリック大聖堂で、正式には聖徳肋撒教堂（英語：St Theresa's Cathedral、聖徳楽薩とも）と呼ばれる。吉林教区の司教座聖堂であり、聖徳肋撒主教座堂とも呼ばれている。

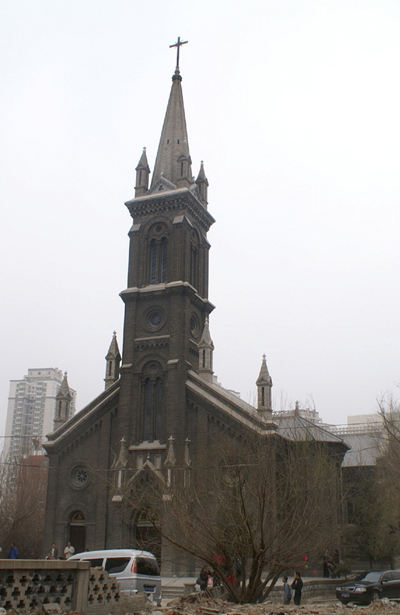
長春天主教堂（中国・長春）

住所は郵編：130041 長春市南関区東四道街路8号。電話：0431-897-4080 & 0431-891-3347 長春市文物保護単位である。東に長春市101中学が、北に南関区東四道街小学がある。

## 沿革
簡単な歴史は次の通り
- 1895年、フランス神父がこの地に宣教を開始
- 1898年、教会堂を建設
- 1912年、付属小学校（現在の長春市101中学）も建設
- 1930年、現在の大聖堂の建設を始め、1932年に竣工し、献堂式
- 1959年以来、行政区と教区の一致が行われて、吉林教区が誕生した。以来これまで７人の主教（司教）がおられ、うち始めの3主教はフランス人、のちの4主教は中国人
- 1979年、文化大革命時期に閉鎖され、書庫になり、この年に教堂は前面（入り口）部分を除いてすべて火災で焼失
- 1994年、吉林教区の主教座は吉林市の耶蘇聖心大聖堂（Sacred Heart Cathedral of Jesus in Jilin City）にあったが、この年に長春市のこちらへ移転
- 2008年、大聖堂の修復が完成し、献堂式